# Dioklész (epigrammaköltő)
Dioklész vagy Julius Diocles (1. század) ókori görög epigrammaköltő. A neve alapján feltételezhető, hogy római polgárjogot szerzett. Elképzelhető, hogy azonos azzal a karüsztoszi Dioklész nevű szónokkal, akit Seneca dicsérőleg említ két művében is.
Néhány epigrammáját az Anthologia Graeca őrizte meg. Ezek egyike:
Egy sohasem köszönőre köszöntek rá, de a még ma
oly pompás Dámón visszaköszönni rühellt.
Bosszút áll az idő majd rajta: ha szőr lepi arcod,
bárha előre köszönsz, lesz-e, aki visszaköszön?